# Horst der Falken
Der Horst der Falken war eine von 1924 bis 1925 bestehende Tarnorganisation, in der sich Teile der nach dem Hitlerputsch vom November 1923 durch die bayerische Regierung verbotenen Organisation Sturmabteilung (SA) sammelten.

## Geschichte
Der Horst der Falken wurde im Sommer 1924 von Angehörigen der Münchener SA gegründet. Laut Harold J. Gordons Studie über den Hitlerputsch überstand die 20. Kompanie des 1923 aufgestellten SA-Regiments Münchens „die ganze Zeit der Illegalität“ der SA, die von der Niederschlagung des Hitlerputsches im November 1923 bis zu ihrer Wiederzulassung im Februar 1925 dauerte, indem sie unter dem Namen Horst der Falken eine formal neue (in der Sache mit der alten Kompanie aber identische) Organisation schuf. Grund hierfür sei gewesen, dass es für die Behörden schwierig gewesen sei, zu beweisen, dass solche „nach außen harmlosen neuen Organisationen die Nachfolger verbotener Teilverbände“ waren. Gründer und Anführer des Horstes der Falken war Edmund Heines.
Bei der Neugründung der SA im Frühjahr 1925 wurde der Horst der Falken geschlossen in diese übernommen.